# 1826 Милер
1826 Miller је астероид главног астероидног појаса. Приближан пречник астероида је 24,41 km,
а средња удаљеност астероида од Сунца износи 2,997 астрономских јединица (АЈ).
Инклинација (нагиб) орбите у односу на раван еклиптике је 9,230 степени, а орбитални период износи 1895,124 дана (5,188 година). Ексцентрицитет орбите астероида износи 0,082.
Апсолутна магнитуда астероида износи 10,90 а геометријски албедо 0,129.
Астероид је откривен 14. септембра 1955. године.